# Capucine
Capucine, geboren als Germaine Lefebvre, (Toulon, 6 januari 1933 – Lausanne, 17 maart 1990) was een Frans actrice en model. Als actrice was ze vooral bekend van komische rollen, zoals in The Pink Panther (1963) en What's New Pussycat? (1965). Ze speelde in totaal in 36 films en 17 televisieproducties. In 1990 pleegde ze zelfmoord.

## Biografie
Over haar exacte geboortejaar bestaat enige discussie. Over het algemeen wordt 1933 vermeld, maar sommige bronnen spreken ook van 1928 en 1931.
Lefebvre ging in Frankrijk naar school en haalde op haar 17e een B.A. in buitenlandse talen. Ze werd in Parijs opgemerkt door een fotograaf, die haar een rol als model aanbood. Als model werkte ze voor onder ander Givenchy en Christian Dior. Tijdens haar periode als model nam ze de naam "Capucine" (erwtje) aan, Frans voor het plantengeslacht Tropaeolum. Ze leerde in Parijs tevens Audrey Hepburn kennen, met wie ze de rest van haar leven goede vrienden bleef.
In 1949 maakte Capucine haar filmdebuut in de Franse film Rendez-vous de Juillet. Op de set van deze film leerde ze Pierre Trabaud kennen. De twee werden verliefd en trouwden het jaar erop, maar het huwelijk liep na zes maanden op de klippen. Capucine trouwde nadien nooit meer.
In 1957 werd Capucine in New York opgemerkt door filmproducent Charles K. Feldman, die haar naar Hollywood bracht. Daar leerde ze Engels en volgde ze acteerlessen van Gregory Ratoff.
In 1958 kreeg ze een contract bij Columbia Pictures. Haar eerste Engelstalige filmrol was in Song Without End (1960), waarvoor ze genomineerd werd voor een Golden Globe.
In de vijf jaar erop maakte Capucine nog zes grote films, waaronder North to Alaska (1960) en Walk on the Wild Side (1962).
Begin jaren zestig leerde Capucine acteur William Holden kennen. Ze verhuisde in 1962 naar Zwitserland, en speelde samen met Holden in films als The Lion (1962) en The 7th Dawn (1964). Tevens bleef Capucine optreden in Europese films, tot aan haar dood.
In 1990 pleegde Capucine op 57-jarige leeftijd zelfmoord door uit het raam van haar appartement in Lausanne te springen.

## Filmografie
| Jaar | Titel                             | Rol                            | Notities                                            |
| ---- | --------------------------------- | ------------------------------ | --------------------------------------------------- |
| 1949 | Rendez-vous de Juillet            | Une amie de Pierre             | Niet vermeld op aftiteling                          |
| 1951 | Bernard and the Lion              | La baronne                     |                                                     |
| 1955 | Mademoiselle de Paris             |                                | Alternatieve titel: Mademoiselle from Paris         |
| 1955 | Frou-Frou                         | Une amie d'Arthus, le peintre  |                                                     |
| 1960 | Song Without End                  | Princess Carolyne Wittgenstein |                                                     |
| 1960 | North to Alaska                   | Michelle 'Angel' Bonet         |                                                     |
| 1961 | Le triomphe de Michel Strogoff    | Tatoa, a Volskaya              | Alternatieve titel: The Triumph of Michael Strogoff |
| 1962 | Walk on the Wild Side             | Hallie Gerard                  |                                                     |
| 1962 | The Lion                          | Christine                      |                                                     |
| 1962 | I dongiovanni della Costa Azzurra |                                | Alternatieve titel: Beach Casanova                  |
| 1963 | The Pink Panther                  | Simone Clouseau                |                                                     |
| 1964 | The 7th Dawn                      | Dhana Mercier                  |                                                     |
| 1965 | What's New Pussycat?              | Renée Lefebvre                 |                                                     |
| 1967 | The Honey Pot                     | Princess Dominique             |                                                     |
| 1969 | Fräulein Doktor                   | Dr. Saforet                    |                                                     |
| 1969 | Satyricon                         | Trifena                        |                                                     |
| 1971 | Red Sun                           | Pepita                         |                                                     |
| 1972 | Search                            | Silvana Tristano               | Aflevering: "The Murrow Disappearance"              |
| 1975 | L'Incorrigible                    | Hélène                         |                                                     |
| 1976 | For Love                          | Marina Reggiani                |                                                     |
| 1977 | Portrait of a Bourgeois in Black  | Amalia Mazzarini               |                                                     |
| 1978 | Neapolitan Mystery                | Sister Angela                  |                                                     |
| 1979 | Arabian Adventure                 | Vahishta                       |                                                     |
| 1982 | Aphrodite                         | Lady Suzanne Stanford          |                                                     |
| 1982 | Trail of the Pink Panther         | Lady Simone Litton             |                                                     |
| 1982 | Hart to Hart                      | Lily Von Borg                  | Aflevering: "Hart of Diamonds"                      |
| 1983 | Curse of the Pink Panther         | Lady Simone Litton             |                                                     |
| 1985 | Murder, She Wrote                 | Belle Chaney                   | Aflevering: "Paint Me a Murder"                     |
| 1986 | Sins                              | Odile                          | Miniserie                                           |
| 1987 | Delirium: Photo of Gioia          | Flora                          |                                                     |
| 1987 | My First Forty Years              | Principessa Caracciolo         |                                                     |
| 1990 | Blaues Blut                       | Gräfin von Altenberg           | Onbekend aantal afleveringen                        |